# Adolf Eberhart
Adolf Eberhart (* 13. Mai 1935 in Wertingen) ist ein ehemaliger deutscher Diplomat. Er war von 1991 bis 1993 deutscher Botschafter in Panama.

## Leben
Adolf Eberhart ist im schwäbischen Wertingen geboren und aufgewachsen. Sein Vater war über lange Zeit Bürgermeister in Wertingen. Seine Mutter ist eine geborene Zenetti. Nach dem Abitur am Seminar in Neuburg an der Donau studierte Eberhart Jura an der Ludwig-Maximilians-Universität München. Während des Studiums schloss er sich der KBStV Rhaetia München an. Nach dem Referendariat in Wertingen und Augsburg begann sein Berufsweg am Verwaltungsgericht Augsburg sowie am Landratsamt Kaufbeuren. Von 1963 bis 1965 arbeitete er am Generalkonsulat in Lüttich und ab Juli 1967 als Rechts- und Konsulatsrefent im Generalkonsulat Rio de Janeiro unter Ehrenfried von Holleben. Von 1972 bis 1975 war Eberhart als Kulturreferent in Teheran tätig. Ab 1978 war er Wirtschaftsreferent an der Botschaft in Santiago de Chile. 1983 bis 1986 agierte Eberhart als Leiter des Wirtschaftsdienstes in Buenos Aires. Im Mai 1990 gelangte er in den Süd-Jemen und war dort für eine Woche Botschafter, danach mit der Einigung des Nord- und des Süd-Jemens Generalkonsul. Von 1991 bis 1993 war er zwei Jahre Botschafter der Bundesrepublik Deutschland in Panama.